# Fanfare for the Common Man - The Anthology
Fanfare For The Common Man è un album compilation del gruppo progressive rock Emerson, Lake & Palmer e raccoglie gran parte dei loro brani più famosi. È strutturato in 2 CD.

## Tracce
CD 1
1. The Barbarian

2. Take A Pebble

3. Knife Edge

4. Lucky Man

5. Tarkus

6. Jeremy Bender

7. The Sheriff

8. Nutrocker

9. Living Sin

10. The Endless Enigma (Part One)
CD 2
1. From The Beginning

2. Hoedown

3. Trilogy

4. Jerusalem

5. Still... You Turn Me On

6. Karn Evil 9 (1st Impression Pt 2)

7. Fanfare for the Common Man

8. C'est La Vie

9. Pirates

10. Brain Salad Surgery

11. Honky Tonk Train Blues

12. Love Beach

13. Black Moon

14. Affairs Of The Heart

### Formazione
- Keith Emerson - tastiere
- Greg Lake - basso, chitarra, voce
- Carl Palmer - batteria